# Municipalità di Peterborough
La municipalità di Peterborough è una Local Government Area che si trova in Australia Meridionale. Essa ha una popolazione di 1.908 abitanti e la sede del consiglio si trova a Peterborough.